# Ritratto di Émile Zola
Il ritratto di Émile Zola (Portrait d'Émile Zola) è un dipinto a olio su tela (146×114 cm) del pittore francese Édouard Manet, realizzato nel 1868 e conservato al museo d'Orsay di Parigi.

## Descrizione

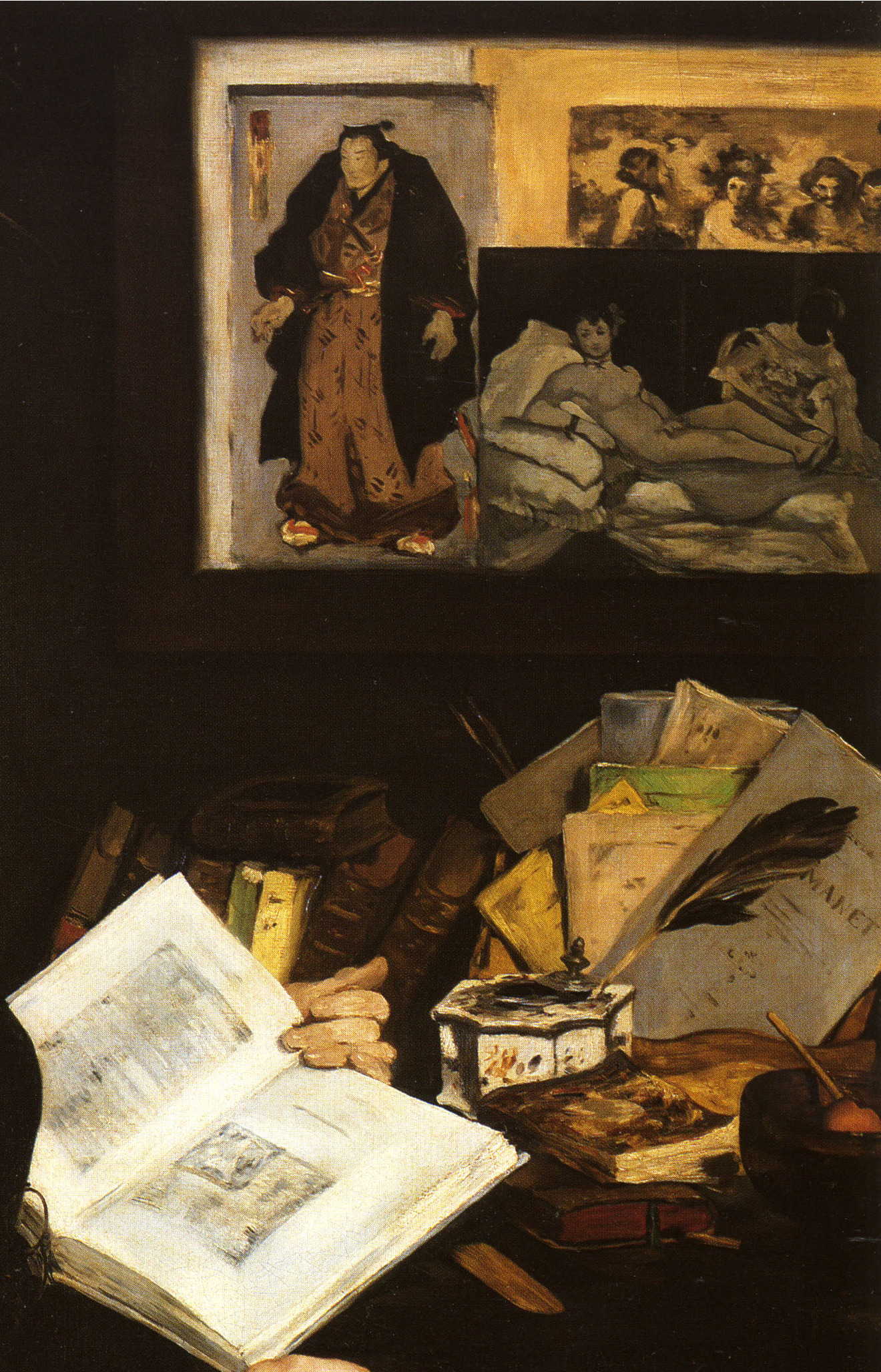
Dettaglio del Ritratto di Émile Zola

Émile Zola, oltre a essere un celebre romanziere realista, si occupò di critica d'arte con grande intuito e sensibilità. Per questo motivo, quando vide i giurati dei Salon respingere i vari quadri di Manet, egli non esitò a scrivere un infuocato articolo in difesa del pittore, La Revue du XXe siècle, dove affermò con veemenza che «il posto di Manet al Louvre è segnato, come quello di Courbet». Zola, che dopo la pubblicazione di questo scritto fu licenziato dal giornale presso il quale lavorava, poté in ogni caso godere dell'amicizia di Manet, del quale divenne uno degli ammiratori più ferventi.
Come segno della sua gratitudine Manet decise di omaggiare Zola con un ritratto: le sedute di posa avvennero nello studio del pittore, in rue Guyot. Lo scenario retrostante, ricostruito per l'occasione, sottolinea il mestiere, la personalità e gli interessi di Zola, a tal punto che lo stesso ritratto si può considerare una dichiarazione d'intenti, se non un manifesto. Per ribadire che Zola era uno scrittore Manet sceglie di collocare sullo scrittoio un calamaio, una penna e vari libri, fra i quali fa bella mostra il piccolo opuscolo dalla copertina azzurra, intitolato non a caso «Manet», e altri oggetti ammucchiati, come carte varie e una pipa in un vaso laccato. Sopra è riconoscibile una bacheca, sulla quale troviamo una riproduzione di  Olympia, quadro che suscitò critiche velenose da parte del pubblico ma che Zola difese energicamente. Sempre sulla stessa bacheca sono affisse un'incisione tratta dal Trionfo di Bacco di Velázquez, così da mettere in evidenza la comune passione di entrambi per l'arte spagnola, e infine una stampa giapponese di Utagawa Kuniaki II raffigurante un lottatore. Quest'ultimo dettaglio, insieme al paravento serico con rami fioriti che chiude lo spazio a sinistra, intende ribadire l'influenza esercitata sull'Impressionismo dalle stampe giapponesi, opere d'arte dal grande rigore compositivo che stendevano il colore in campiture omogenee e smaglianti, senza ricorrere al chiaroscuro.
Zola è ritratto di tre quarti, seduto su una poltroncina imbottita con le gambe accavallate; ha uno sguardo pensieroso e deciso ed un libro in mano (con tutta si probabilità L'Histoire des peintres di Charles Blanc, testo al quale Manet ha fatto frequentemente ricorso). Presenta un volto esangue e barbuto, che per contrasto si distingue nettamente dalla giacca di velluto nero e dai pantaloni grigi. Così come le altre opere manetiane del periodo, qui viene abbandonato l'effetto chiaroscurale e per diffondere i colori si ricorre alla giustapposizione di colori puri, senza alcuna gerarchia, fatto che destò molta indignazione nel pubblico. Pur sembrando sommaria, quasi abbozzata, la pittura è stata realizzata con grande accuratezza e impegno, a tal punto che lo stesso Manet costringeva Zola a continuare a posare anche quando lavorava a dettagli secondari, nella prospettiva di non inventare e di non «fare nulla senza la natura». Lo stesso Théophile Gautier, generalmente critico nei confronti di Manet, lodò questo approccio, e consacrò il pittore come il nuovo caposcuola del Realismo.